# 岩佐新

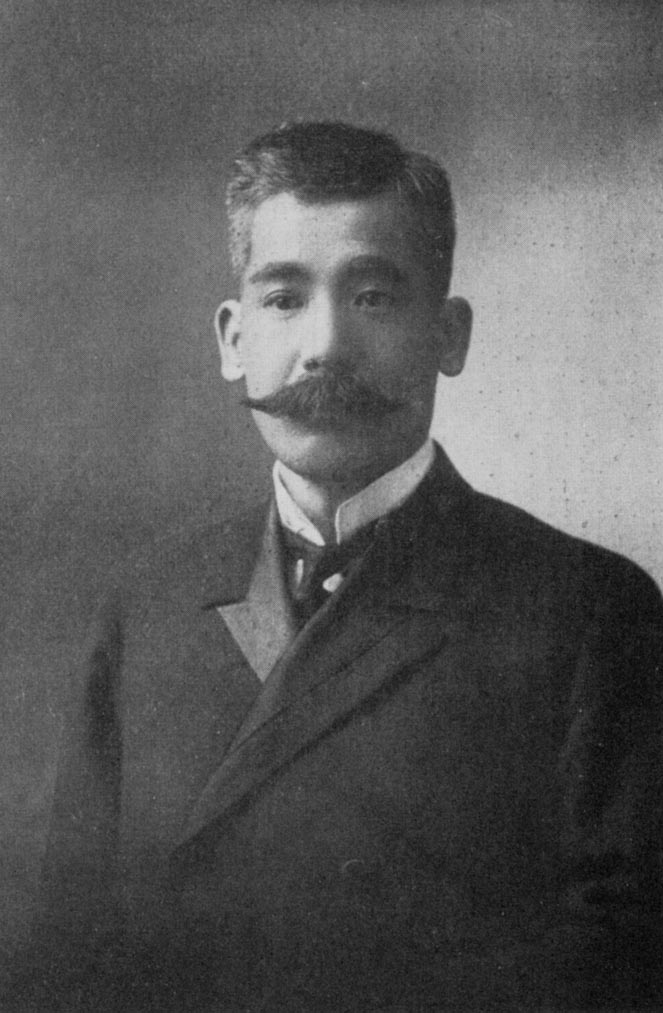
岩佐新

岩佐 新（いわさ あらた、1865年2月10日（慶応元年1月15日
）– 1938年（昭和13年）10月24日）は、日本の華族、医師。貴族院男爵議員。

## 経歴
明治天皇の侍医を務めた男爵岩佐純の長男として福井に生まれる。大学予備門で学んだ後、1884年（明治17年）に大山巌欧州使節団、郷誠之助、松平康荘らとともに渡欧し、ウィーンを経て、1885年冬学期にミュンヘン大学に学籍登録し、1892年（明治25年）にフライブルク大学より医学博士の称号を得た。翌年からはミュンヘン大学で内科助手を務めた。ミュンヘン時代に画家の原田直次郎、陸軍軍医の森林太郎（森鷗外）と3人で映った写真が『新潮日本文学アルバム　森鴎外』（1985年刊）に収録されている。
1896年（明治29年）に帰国した後は父の開いた告成堂病院で診療にあたり、1912年（明治45年）に父が死去すると男爵を襲爵し、告成堂病院院長を引き継いだ。
1918年（大正7年）7月10日には貴族院議員に選出され、公正会に所属して1924年（大正13年）12月25日まで在任した。

## 親族
- 妻　ふじ（読売新聞創業者本野盛亨の長女[7]）妻の兄弟に 外務大臣本野一郎、読売社長本野英吉郎、大学教授本野亨、建築家本野精吾。
- 婿養子 岩佐公直（男爵・宮内事務官、園池公静六男）[1]
- 長女 岩佐富貴子（岩佐公直の妻。御茶水高等女学校出身）[1]
- 義弟 岩佐登弥太[7]（1860-1895） - 旧姓山脇。山脇玄の実弟[8]。福井に生まれ。長崎医学校、東京大学医学部を経て、3年間欧州留学後侍医となるも肺病で早世[9]。